# Kargaszok
Kargaszok (oroszul: Каргасок) falu Nyugat-Szibériában, Oroszország Tomszki területén. A Kargaszoki járás székhelye.
Népessége: 8127 fő (a 2010. évi népszámláláskor).

## Elhelyezkedése
A Tomszki terület legnagyobb járásának székhelye. Az Ob bal partján, Tomszk területi székhelytől légvonalban 375 km-re, országúton 458 km-re északnyugatra fekszik. A járás területének jelentős részét a Vaszjugan-mocsár foglalja el.

## Története
A települést valószínűleg szölkupok alapították, akik mellé később oroszok is letelepedtek. Nevét először 1640-ben, majd az 1720. évi összeíráskor említi írott forrás. Kezdetben a kis Panyigatka folyó bal partjára épült, de a gőzhajózás megjelenésével, 1875-től a folyó torkolatában is építkezni kezdtek. Az újabb település neve előbb Jelovka, később Prisztany ('kikötő'), majd a 20. század elejére Novij Kargaszok (Új Kargaszok) lett. Az újabb település jelentősége az 1930-as évek elején, az ún. „kuláktalanítási” kampány során megnőtt, amikor tízezreket száműztek és kényszerítettek letelepedni az Ob vidékére, így Kargaszokban és környékén is. 1924 óta járási székhely.